# Монтгомери, Джимми
Джимми Монтгомери (англ. Jimmy Montgomery; род. 9 октября 1943, Сандерленд, Англия) — английский футболист, игравший на позиции голкипера. Монтгомери принадлежит рекорд клуба «Сандерленд» по проведенным матчам за клуб — 627 матчей. В июне 2015 года он был награждён медалью Британской империи (наградой в честь дня рождения королевы) за заслуги в футболе.

## Клубная карьера
Джимми Монтгомери начал футбольную карьеру в 17 лет в клубе «Сандерленд». Дебют игрока состоялся в матче против «Уолсолла». Всего за клуб Монтгомери провел 627 матчей, из которых 537 — в лиге. В 1973 году в финальном матче Кубка Англии «Сандерленд» одержал минимальную победу над «Лидс Юнайтед» (1:0), таким образом выиграв во второй раз в своей истории кубок страны. Одним из наиболее запоминающихся моментов в матче было спасение ворот Монтгомери, когда тот дважды отразил удар соперников, сначала от Тревора Черри, а затем от Питера Лоримера.
Также Монтгомери защищал цвета «Саутгемптона», «Бирмингем Сити» и «Ноттингем Форест». В 1980 году в составе «Ноттингем Форест» стал победителем Кубка европейских чемпионов. После того, как Монтгомери завершил карьеру футболиста, он пришел в «Бирмингем Сити», а затем и в «Саутгемптон» в качестве тренера вратарей.

## Достижения
«Сандерленд»
- Кубок Англии по футболу: 1972/73

«Ноттингем Форест»
- Кубок европейских чемпионов: 1979/80

Индивидуальные:
- Медаль британской империи: 2015